# Grenade (Alto Garona)
Grenade (em occitano:  Granada), também conhecida como Grenade-sur-Garonne, é uma comuna francesa na região administrativa da Occitânia, no departamento do Alto Garona. Estende-se por uma área de 37.01 km², com 8.841 habitantes, segundo o censo de 2018, com uma densidade de 240 hab/km².